# 신동초등학교 (경북)
신동초등학교는 대한민국 경상북도 칠곡군 지천면 신리에 있는 공립 초등학교이다.

## 학교 연혁
- 1922년 6월 1일 신동공립보통학교로 개교
- 1938년 4월 1일 신동공립심상소학교로 개칭
- 1941년 4월 1일 신동공립국민학교로 개칭
- 1991년 3월 1일 학운분교장 통폐합
- 1995년 3월 1일 연화분교장 편입
- 1996년 3월 1일 신동초등학교로 개칭
- 1997년 3월 1일 병설유치원 설립
- 1997년 3월 1일 연화분교장 통폐합
- 1999년 3월 1일 연호분교장 통폐합
- 2004년 10월 27일 구강보건실 개설
- 2009년 10월 22일 다목적 강당 준공
- 2015년 8월 1일 과학실 현대화 공사 및 돌봄 환경 개선 공사
- 2018년 3월 1일 제37대 배남식 교장 취임
- 2019년 1월 8일 제93회 5명 졸업(총 7,432명)
- 2019년 3월 1일 초등 6학급(특수 1), 유치원 1학급 편성

## 참고 자료
- 신동초등학교 - 한국교육학술정보원 학교알리미